# Хосров, сын Кавада и его паж
Хосров Гобадан и Ридак (Шах Хосров и Ридак), также известное как Хосров и Ридаг (خسرو و ریدگ), в русском переводе — «Хосров Каватан и его паж», или «Хосров, сын Кавада, и его паж» — произведение среднеперсидской литературы на пехлеви, содержащее ценную информацию о сасанидской культуре эпохи Хосрова II Парвиза (в.-пандж. خسرو پرویز).
По сюжету, юноша, именуемый ридак (ریدگ) стоит перед шахом в поисках должности. Шах задаёт ему 13 вопросов. Ридак — это не имя, а термин, обозначающий его положение: юноша, служащий старейшинам и знати. Его ответы составляют трактат. В конце трактата приводится личное имя пажа — «Хвашарзог» (Благонравный). 
В начале трактата ридак рассказывает Хосрову Парвизу, что он из зажиточной семьи и что его отец умер, когда он был ещё маленьким, а мать — совсем недавно. Однако благодаря наследству отца он смог получить необходимое религиозное образование и стать искусным писцом, а затем научиться верховой езде, стрельбе, копьеметанию, музыке, астрономии и различным играм. После этого вступления он просит царя испытать его, и царь задает тринадцать вопросов о лучших яствах и фруктах, о песнях, цветах и благовониях, о женщинах и лошадях. Хосров одобряет все ответы юноши. Восьмой и десятый вопросы посвящены вину: юноша называет различные сорта вина, рассказывает, что употреблять его следует, слушая музыкантов, по вечерам с хорошим ужином и сластями. Затем, чтобы проверить его «умение и ловкость», король просит юношу поймать живыми двух львов, которые нападали на царских коней. Выполнив это задание, ридак получает от Хосрова «место и большой пост».
Трактат даёт интересные сведения о культуре и быте сасанидской аристократии и славе, окружавшей двор Хосрова Парвиза. Кроме того, в нём содержатся сведения о состоянии образования в сасанидскую эпоху. Этот трактат важен также с точки зрения названий продуктов питания и способов их приготовления, цветов, инструментов, игр и т. д.
Арабский перевод частей этого трактата сделан Абу Мансуром Талаби. Текст этого трактата опубликован в сборнике пехлевийских текстов. Также трактат был переведён на современный персидский язык.
Английский перевод был выполнен Дарабом Дастуром Пешотаном Санджаной. Непереведённые оригиналы включены в сборник пехлевийских текстов Джамасб Асана. Русский перевод выполнен О. М. Чунаковой. 

## Издания и переводы
- Monchi-Zadeh D. Xusrov i Kavatan ut Retak. Pahlavi Text, Transcription, Transliteration and Translation. Acta Iranica. № 22. Leiden: 1982
- Чунакова О. М. Пехлевийская Божественная комедия. Книга о праведном Виразе и другие тексты / Введ., транслитерация пехлевийских текстов, пер. и коммент. О. М. Чунаковой. Отв. ред. Боголюбов М. Н.. — М.: Изд. фирма «Восточная литература», 2001. — С. 149–156. — 205 с. — (Памятники письменности Востока. CXXV). — ISBN 5-02-018225-7.